# Bardejov
 Ovo je glavno značenje pojma Bardejov. Za druga značenja pogledajte Okrug Bardejov.
Bardejov (mađ. Bártfa, njem. Bartfeld) je grad u Prešovskom kraju u sjeveroistočnoj Slovačkoj. Upravno je središte Okruga Bardejov.

## Zemljopis
Grad se smijestio u pokrajini Šariš u istočnoj Slovačkoj oko 30 km sjeverno od Prešova, u blizini granice s Poljskom.

## Povijest
Teritorij današnjeg grada privukao je naseljenike još u Kamenom dobu. Prvi pisani zapis o gradu datira u 1240. kada su se redovnici iz Bardejova žalili kralju Bela IV. o kršenju gradskih granica od strane Prešova. Snažno utvrđeni grad u 14. stoljeću, je postao centar trgovine s Poljskom. Bardejov je stekao status kraljevskog grada 1376. a kasnije postaje slobodan kraljevski grad. Zlatno razdoblje grada završava u 16. stoljeću, kada je nekoliko ratova, pandemija, i drugih katastrofa uništava grad.

## Znamenitosti
Godine 1954. započeto je s renoviranjem gotičkih i renesansnih zgrada u starom centru grada, a 2000. godine cijeli prostor unutar gradskih zidina je upisan u UNESCO-ovu listu svjetske baštine.
Utvrde i gradske zidine su iz 14. i 15. stojeća i jedne su od najbolje sačuvanih u Slovačkoj. Središnji trg (Radničné námestie) je bio srednjovjekovnom tržnicom okruženom gotičkim (donji dio) i renesansnim (gornji dio) cehovskim zgradama i Gradskom vijećnicom iz 1505. godine.
Među najvećim znamenitostima grada je trobrodna Crkva sv. Egidija iz 14. stoljeća s 11 gotičkih oltara proizvedeni u razdoblju između 1460. i 1510.
Oko 2,5 km od grada nalaze se toplice Bardejovské Kúpele s izvorima mineralne vode koja liječi probleme s krvotokom i probavom. Tu se nalazi i Muzej narodne arhitekture na otvorenom (slk. skanzen).
- Gradski trg
- Srednjovjekovna Gradska vijećnica na trgu
- Renesansne kuće
- Bazilika sv. Egidija
- Bazilika iznutra
- Toranj zidina
- Crkva sv. Ivana Krstitelja (15. st.)
- Grkokatolička Crkva sv. Petra i Pavla iz 1902.
- Hotel Astoria Bardejovské Kúpele
- Drvena crkva Bardejovské Kúpele

## Stanovništvo
| Godina:     | 1993.  | 2003.   | 2013.   | 2023.    |
| ----------- | ------ | ------- | ------- | -------- |
| Broj ljudi: | 32 333 | 33 402  | 33 296  | 29 964   |
| Razlika:    |        | +3,30 % | -0,31 % | -10,00 % |

| Godina:     | 2022.  | 2023.   |
| ----------- | ------ | ------- |
| Broj ljudi: | 30 267 | 29 964  |
| Razlika:    |        | -1,00 % |

Po popisu stanivništva iz 2001. godine grad je imao 33.374 stanovnika.
- Slovaci 91,3 %
- Romi 2,6 %
- Rusini 2,5 %
- Ukrajinci 1,4 %
- Česi 0,55 %

Prema vjeroispovijesti najviše je rimokatolika 63,2 %, grkokatolika 16,9% luterana 7,6 % i ateista 4,3 %.

## Gradovi prijatelji
| - Ashtabula, Ohio, SAD - Calais, Francuska - Jasło(od 1999.), Gorlice, Zamošć, Krynica i Muszyna, Poljska - Kaštela, Hrvatska | - Mogilev, Bjelorusija - Molde, Norveška - Mikulov, Přerov i Česká Lípa, Češka - Montemarciano, Italija | - Slovenj Gradec, Slovenija - Srijemski Karlovci, Srbija - Ťjačevo, Ukrajina |

## Vanjske poveznice
- Službena stranica grada

### Ostali projekti
|  | Zajednički poslužitelj ima još gradiva o temi Bardejov |